# دژوراک
دژوراک (به لاتین: Dzhurak) یک منطقهٔ مسکونی در روسیه است که در استان آستراخان واقع شده‌است.